# Love Yourself
"Love Yourself" is een single van de Canadese zanger Justin Bieber van zijn vierde studioalbum Purpose, dat in 2015 uitkwam. Het is geschreven door Bieber, Ed Sheeran en Benjamin Levin, die ook de single produceerde.

## Achtergrondinformatie
De single werd een internationaal commercieel succes, en behaalde een nummer-één positie in de Canadese, Amerikaanse en Engelse hitlijsten. "Love Yourself" stond ook op de eerste positie in Australië, Denemarken, Ierland, Nederland, Nieuw-Zeeland en Zweden.

## Hitnoteringen

### Nederlandse Top 40
| Hitnotering: 28-11-2015 t/m 07-05-2016 | Hitnotering: 28-11-2015 t/m 07-05-2016 | Hitnotering: 28-11-2015 t/m 07-05-2016 | Hitnotering: 28-11-2015 t/m 07-05-2016 | Hitnotering: 28-11-2015 t/m 07-05-2016 | Hitnotering: 28-11-2015 t/m 07-05-2016 | Hitnotering: 28-11-2015 t/m 07-05-2016 | Hitnotering: 28-11-2015 t/m 07-05-2016 | Hitnotering: 28-11-2015 t/m 07-05-2016 | Hitnotering: 28-11-2015 t/m 07-05-2016 | Hitnotering: 28-11-2015 t/m 07-05-2016 | Hitnotering: 28-11-2015 t/m 07-05-2016 | Hitnotering: 28-11-2015 t/m 07-05-2016 | Hitnotering: 28-11-2015 t/m 07-05-2016 |
| Week:                                  | 1                                      | 2                                      | 3                                      | 4                                      | 5                                      | 6                                      | 7                                      | 8                                      | 9                                      | 10                                     | 11                                     | 12                                     | 13                                     |
| -------------------------------------- | -------------------------------------- | -------------------------------------- | -------------------------------------- | -------------------------------------- | -------------------------------------- | -------------------------------------- | -------------------------------------- | -------------------------------------- | -------------------------------------- | -------------------------------------- | -------------------------------------- | -------------------------------------- | -------------------------------------- |
| Positie:                               | 12                                     | 3                                      | 3                                      | 2                                      | 2                                      | 2                                      | 1                                      | 1                                      | 1                                      | 2                                      | 2                                      | 4                                      | 5                                      |
| Week:                                  | 14                                     | 15                                     | 16                                     | 17                                     | 18                                     | 19                                     | 20                                     | 21                                     | 22                                     | 23                                     | 24                                     |                                        |                                        |
| Positie:                               | 8                                      | 8                                      | 9                                      | 11                                     | 11                                     | 15                                     | 17                                     | 19                                     | 24                                     | 26                                     | 32                                     | uit                                    |                                        |

### NederlandseSingle Top 100
| Hitnotering (Week 1 t/m 52): 21-11-2015 t/m 12-11-2016 Hitnotering (Week 53): 26-11-2016 Hitnotering (Week 54 t/m): 10-12-2016 t/m | Hitnotering (Week 1 t/m 52): 21-11-2015 t/m 12-11-2016 Hitnotering (Week 53): 26-11-2016 Hitnotering (Week 54 t/m): 10-12-2016 t/m | Hitnotering (Week 1 t/m 52): 21-11-2015 t/m 12-11-2016 Hitnotering (Week 53): 26-11-2016 Hitnotering (Week 54 t/m): 10-12-2016 t/m | Hitnotering (Week 1 t/m 52): 21-11-2015 t/m 12-11-2016 Hitnotering (Week 53): 26-11-2016 Hitnotering (Week 54 t/m): 10-12-2016 t/m | Hitnotering (Week 1 t/m 52): 21-11-2015 t/m 12-11-2016 Hitnotering (Week 53): 26-11-2016 Hitnotering (Week 54 t/m): 10-12-2016 t/m | Hitnotering (Week 1 t/m 52): 21-11-2015 t/m 12-11-2016 Hitnotering (Week 53): 26-11-2016 Hitnotering (Week 54 t/m): 10-12-2016 t/m | Hitnotering (Week 1 t/m 52): 21-11-2015 t/m 12-11-2016 Hitnotering (Week 53): 26-11-2016 Hitnotering (Week 54 t/m): 10-12-2016 t/m | Hitnotering (Week 1 t/m 52): 21-11-2015 t/m 12-11-2016 Hitnotering (Week 53): 26-11-2016 Hitnotering (Week 54 t/m): 10-12-2016 t/m | Hitnotering (Week 1 t/m 52): 21-11-2015 t/m 12-11-2016 Hitnotering (Week 53): 26-11-2016 Hitnotering (Week 54 t/m): 10-12-2016 t/m | Hitnotering (Week 1 t/m 52): 21-11-2015 t/m 12-11-2016 Hitnotering (Week 53): 26-11-2016 Hitnotering (Week 54 t/m): 10-12-2016 t/m | Hitnotering (Week 1 t/m 52): 21-11-2015 t/m 12-11-2016 Hitnotering (Week 53): 26-11-2016 Hitnotering (Week 54 t/m): 10-12-2016 t/m | Hitnotering (Week 1 t/m 52): 21-11-2015 t/m 12-11-2016 Hitnotering (Week 53): 26-11-2016 Hitnotering (Week 54 t/m): 10-12-2016 t/m | Hitnotering (Week 1 t/m 52): 21-11-2015 t/m 12-11-2016 Hitnotering (Week 53): 26-11-2016 Hitnotering (Week 54 t/m): 10-12-2016 t/m | Hitnotering (Week 1 t/m 52): 21-11-2015 t/m 12-11-2016 Hitnotering (Week 53): 26-11-2016 Hitnotering (Week 54 t/m): 10-12-2016 t/m | Hitnotering (Week 1 t/m 52): 21-11-2015 t/m 12-11-2016 Hitnotering (Week 53): 26-11-2016 Hitnotering (Week 54 t/m): 10-12-2016 t/m | Hitnotering (Week 1 t/m 52): 21-11-2015 t/m 12-11-2016 Hitnotering (Week 53): 26-11-2016 Hitnotering (Week 54 t/m): 10-12-2016 t/m | Hitnotering (Week 1 t/m 52): 21-11-2015 t/m 12-11-2016 Hitnotering (Week 53): 26-11-2016 Hitnotering (Week 54 t/m): 10-12-2016 t/m | Hitnotering (Week 1 t/m 52): 21-11-2015 t/m 12-11-2016 Hitnotering (Week 53): 26-11-2016 Hitnotering (Week 54 t/m): 10-12-2016 t/m | Hitnotering (Week 1 t/m 52): 21-11-2015 t/m 12-11-2016 Hitnotering (Week 53): 26-11-2016 Hitnotering (Week 54 t/m): 10-12-2016 t/m | Hitnotering (Week 1 t/m 52): 21-11-2015 t/m 12-11-2016 Hitnotering (Week 53): 26-11-2016 Hitnotering (Week 54 t/m): 10-12-2016 t/m | Hitnotering (Week 1 t/m 52): 21-11-2015 t/m 12-11-2016 Hitnotering (Week 53): 26-11-2016 Hitnotering (Week 54 t/m): 10-12-2016 t/m |
| Week: | 1 | 2 | 3 | 4 | 5 | 6 | 7 | 8 | 9 | 10 | 11 | 12 | 13 | 14 | 15 | 16 | 17 | 18 | 19 | 20 |
| --- | --- | --- | --- | --- | --- | --- | --- | --- | --- | --- | --- | --- | --- | --- | --- | --- | --- | --- | --- | --- |
| Positie: | 2 | 2 | 1 | 1 | 1 | 1 | 1 | 1 | 1 | 1 | 1 | 2 | 2 | 6 | 7 | 10 | 10 | 10 | 12 | 13 |
| Week: | 21 | 22 | 23 | 24 | 25 | 26 | 27 | 28 | 29 | 30 | 31 | 32 | 33 | 34 | 35 | 36 | 37 | 38 | 39 | |
| Positie: | 13 | 15 | 20 | 20 | 22 | 32 | 36 | 41 | 41 | 43 | 50 | 57 | 56 | 57 | 63 | 66 | 64 | 65 | 75 | |
| Week: | 40 | 41 | 42 | 43 | 44 | 45 | 46 | 47 | 48 | 49 | 50 | 51 | 52 | | 53 | | 54 | 55 | 56 | |
| Positie: | 78 | 80 | 86 | 88 | 95 | 88 | 89 | 78 | 54 | 73 | 73 | 96 | 97 | uit | 98 | uit | 85 | 94 | 98 | |

### NederlandseMega Top 50
| Hitnotering: 21-11-2015 t/m 25-06-2016 | Hitnotering: 21-11-2015 t/m 25-06-2016 | Hitnotering: 21-11-2015 t/m 25-06-2016 | Hitnotering: 21-11-2015 t/m 25-06-2016 | Hitnotering: 21-11-2015 t/m 25-06-2016 | Hitnotering: 21-11-2015 t/m 25-06-2016 | Hitnotering: 21-11-2015 t/m 25-06-2016 | Hitnotering: 21-11-2015 t/m 25-06-2016 | Hitnotering: 21-11-2015 t/m 25-06-2016 | Hitnotering: 21-11-2015 t/m 25-06-2016 | Hitnotering: 21-11-2015 t/m 25-06-2016 | Hitnotering: 21-11-2015 t/m 25-06-2016 | Hitnotering: 21-11-2015 t/m 25-06-2016 | Hitnotering: 21-11-2015 t/m 25-06-2016 | Hitnotering: 21-11-2015 t/m 25-06-2016 | Hitnotering: 21-11-2015 t/m 25-06-2016 | Hitnotering: 21-11-2015 t/m 25-06-2016 | Hitnotering: 21-11-2015 t/m 25-06-2016 |
| Week:                                  | 1                                      | 2                                      | 3                                      | 4                                      | 5                                      | 6                                      | 7                                      | 8                                      | 9                                      | 10                                     | 11                                     | 12                                     | 13                                     | 14                                     | 15                                     | 16                                     | 17                                     |
| -------------------------------------- | -------------------------------------- | -------------------------------------- | -------------------------------------- | -------------------------------------- | -------------------------------------- | -------------------------------------- | -------------------------------------- | -------------------------------------- | -------------------------------------- | -------------------------------------- | -------------------------------------- | -------------------------------------- | -------------------------------------- | -------------------------------------- | -------------------------------------- | -------------------------------------- | -------------------------------------- |
| Positie:                               | 5                                      | 3                                      | 3                                      | 1                                      | 1                                      | 1                                      | 1                                      | 1                                      | 1                                      | 3                                      | 3                                      | 4                                      | 5                                      | 7                                      | 8                                      | 9                                      | 11                                     |
| Week:                                  | 18                                     | 19                                     | 20                                     | 21                                     | 22                                     | 23                                     | 24                                     | 25                                     | 26                                     | 27                                     | 28                                     | 29                                     | 30                                     | 31                                     | 32                                     |                                        |                                        |
| Positie:                               | 15                                     | 14                                     | 14                                     | 14                                     | 17                                     | 19                                     | 19                                     | 19                                     | 24                                     | 31                                     | 37                                     | 41                                     | 41                                     | 41                                     | 46                                     | uit                                    |                                        |

### NPO Radio 2 Top 2000
| Nummer met noteringen in de NPO Radio 2 Top 2000 | '16 | '17  | '18  | '19  | '20  | '21  | '22  |
| ------------------------------------------------ | --- | ---- | ---- | ---- | ---- | ---- | ---- |
| Love Yourself                                    | 512 | 1216 | 1371 | 1942 | 1638 | 1773 | 1968 |

1. ↑  Een vetgedrukt getal geeft de hoogste notering aan.
2. ↑  2016 was het eerste jaar met een notering voor dit nummer.
3. ↑  Deze tabel is bijgewerkt tot en met de laatste editie (2024).

## Releasedata
| Land       | Releasedatum    | Formaat        | Label   |
| ---------- | --------------- | -------------- | ------- |
| Wereldwijd | 9 november 2015 | Muziekdownload | Def Jam |